# Geosito archeologico di Bard
Il Geosito archeologico di Bard (Archéoparc) è un geosito della Valle d'Aosta situato presso Bard. Conserva rocce affioranti  plasmate dall'azione glaciale su cui vi sono incisioni rupestri risalenti al Neolitico.

## Le formazioni rocciose

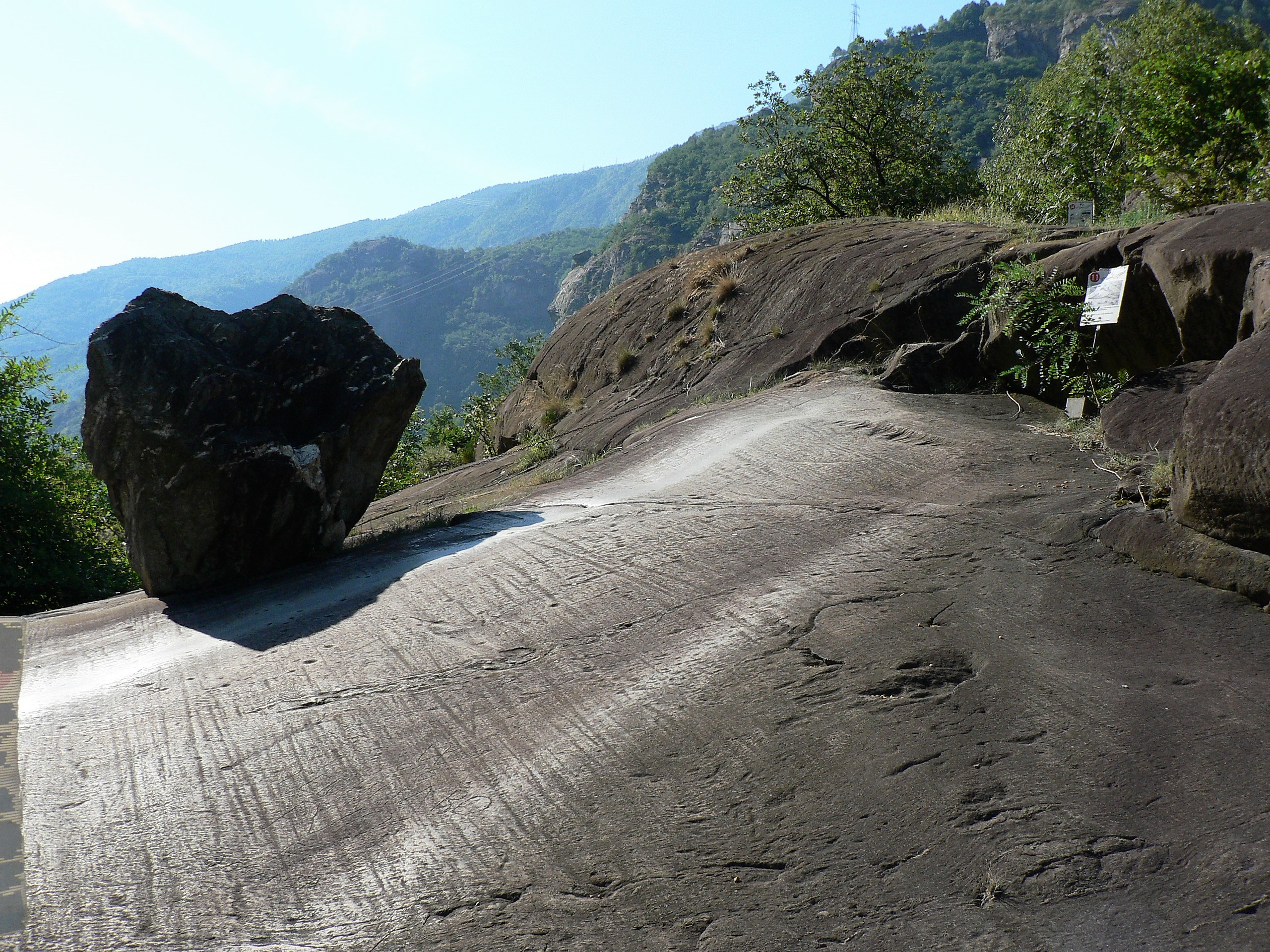
Scivolo delle donne e masso erratico

Sono presenti numerosi segni dell'esistenza dell'antico ghiacciaio che occupava la valle della Dora Baltea fino a circa 10.000 anni fa: affioramenti rocciosi con segni di erosione e dossi modellati dalla pressione della massa glaciale in scorrimento verso valle in forme allungate, massi erratici sparsi e marmitte dei giganti (cavità formate dai detriti trasportati dai torrenti subglaciali), tra cui una di circa 7 m di profondità e 4 m di diametro.
Sono inoltre presenti i resti di una frana del 1912, con blocchi cubici e prismatici e un volume complessivo stimato a 160.000 m3, ultimo esempio di un'attività anche più antiche, e cavità prodotte dall'erosione dei torrenti subglaciali, dette marmitte dei giganti.
Da notare un masso erratico adagiato su una superficie rocciosa molto liscia formata dal susseguirsi di Ere glaciali e di cui è formato tutto il sito. È molto rilevante la differenza tra le due diverse formazioni rocciose.

## Le incisioni rupestri
Alcuni massi sono stati utilizzati dalle popolazioni locali per tracciarvi segni: sono presenti serie di coppelle attribuite all'età del bronzo e interpretate come mappe.
In particolare, ai piedi di un masso alto circa due m, si trova una particolare concentrazione di segni, tra i quali spicca la raffigurazione di un serpente (datata al 3000-2700 a.C. circa), che rappresenta forse un simbolo della fecondità maschile. Poco più a monte a raffigurazione di una barca stilizzata (datata al VI-V secolo a.C., nell'ambito della cultura di Hallstatt) e ancora oltre una piccola stele antropomorfa con pendaglio e una figura semilunata (datate tra la fine del IV millennio a.C. e gli inizi del III. Vi si trovano inoltre coppelle, alcune delle quali con canaletto, e reticoli incisi, uno dei quali raggiunge i 60 x 80 cm. Sempre sullo stesso masso è presente una striscia di pietra lisciata dal continuo passaggio, nota come "scivolo delle donne", che rappresenta forse la testimonianza di un rituale di propiziazione della fecondità femminile (lo scivolamento a sedere sulla roccia).

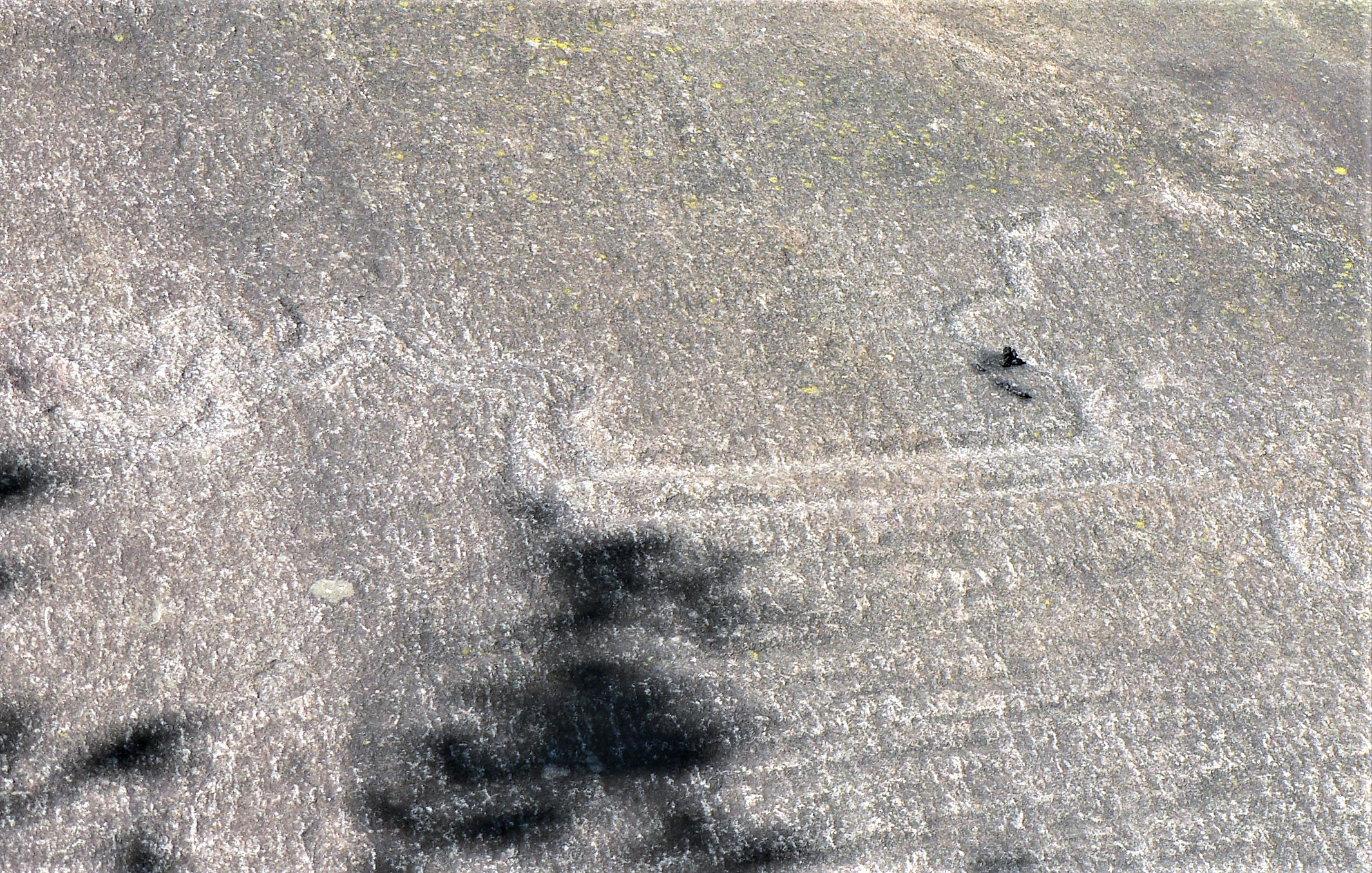
La barca a doppia protome ornitomorfa.
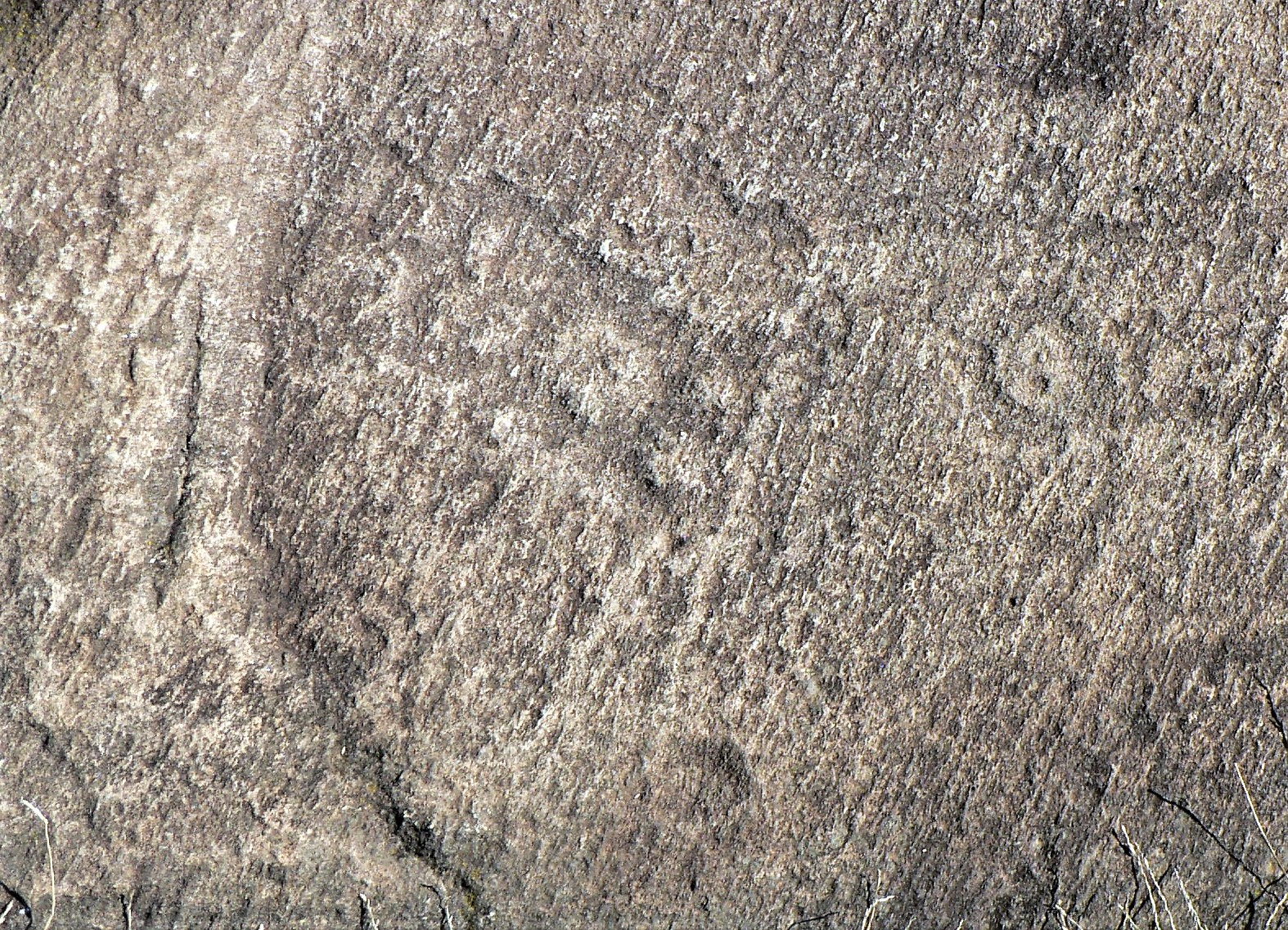
L'incisione con cerchio, punto, semiluna e stele antropomorfa.
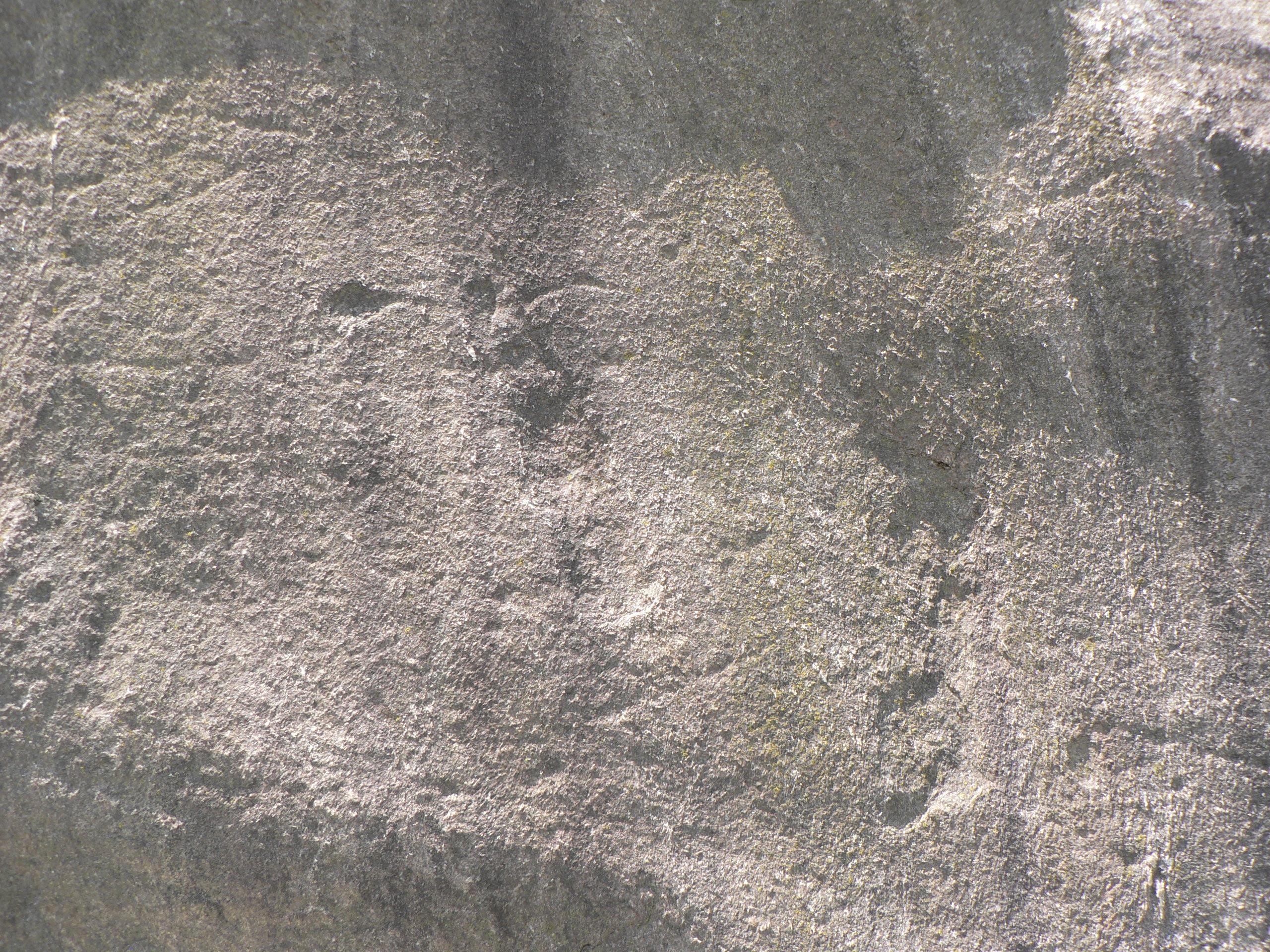
La figura enigmatica.